# David Dumville
David Norman Dumville (5 maggio 1949 – 8 settembre 2024) è stato uno storico e medievista britannico, studioso del mondo celtico.

## Biografia
Studiò all'Emmanuel College, a Cambridge, e alla Ludwig-Maximilian Universität di Monaco. Ottenne il suo dottorato all'Università di Edimburgo nel 1976. Nel 1974 sposò Sally Lois Hannay, da cui ebbe un figlio: rimase vedovo nel 1989. Fu professore di storia e paleontologia all'Università di Aberdeen, ma insegnò anche in molte altre prestigiose università.

## Pubblicazioni
- (con Kathryn Grabowski) Chronicles and Annals of Mediaeval Ireland & Wales, 1984
- (con Michael Lapidge) The Annals of St Neots, 1985
- The Historia Brittonum, 1985
- Histories and Pseudo-Histories of the Insular Middle Ages, 1990
- Wessex and England from Alfred to Edgar, 1992
- Liturgy and the Ecclesiastical History of Late Anglo-Saxon England, 1992
- Britons and Anglo-Saxons in the Early Middle Ages, 1993
- English Caroline Script and Monastic History, 1993
- Saint Patrick, 1993
- The Anglo-Saxon Chronicle, 1995
- The Churches of North Britain in the First Viking Age, 1997
- Three Men in a Boat (lettura inaugurale), 1997
- Councils and Synods of the Gaelic Early and Central Middle Ages, 1997
- A Palaeographer's Review', vol. 1 1999, vol. 2 2003
- Saint David of Wales, 2001
- Annabes Cambriae, 2002
- The Annals of Ulster, 2002
- (con Pádraig Ó Néill) Cáin Adomnáin and Canones Adomnani, 2003
- Wessex and England from Alfred to Edgar